# Tovéř
Tovéř é uma comuna checa localizada na região de Olomouc, distrito de Olomouc.